# 黑布靈豪森巴赫河

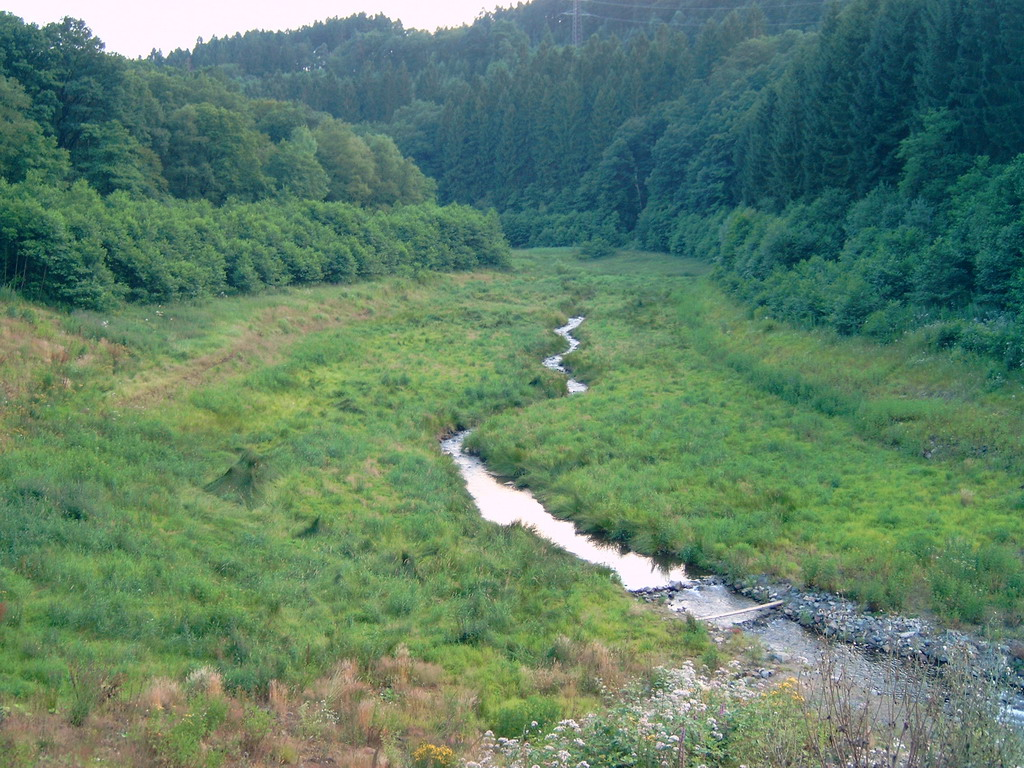

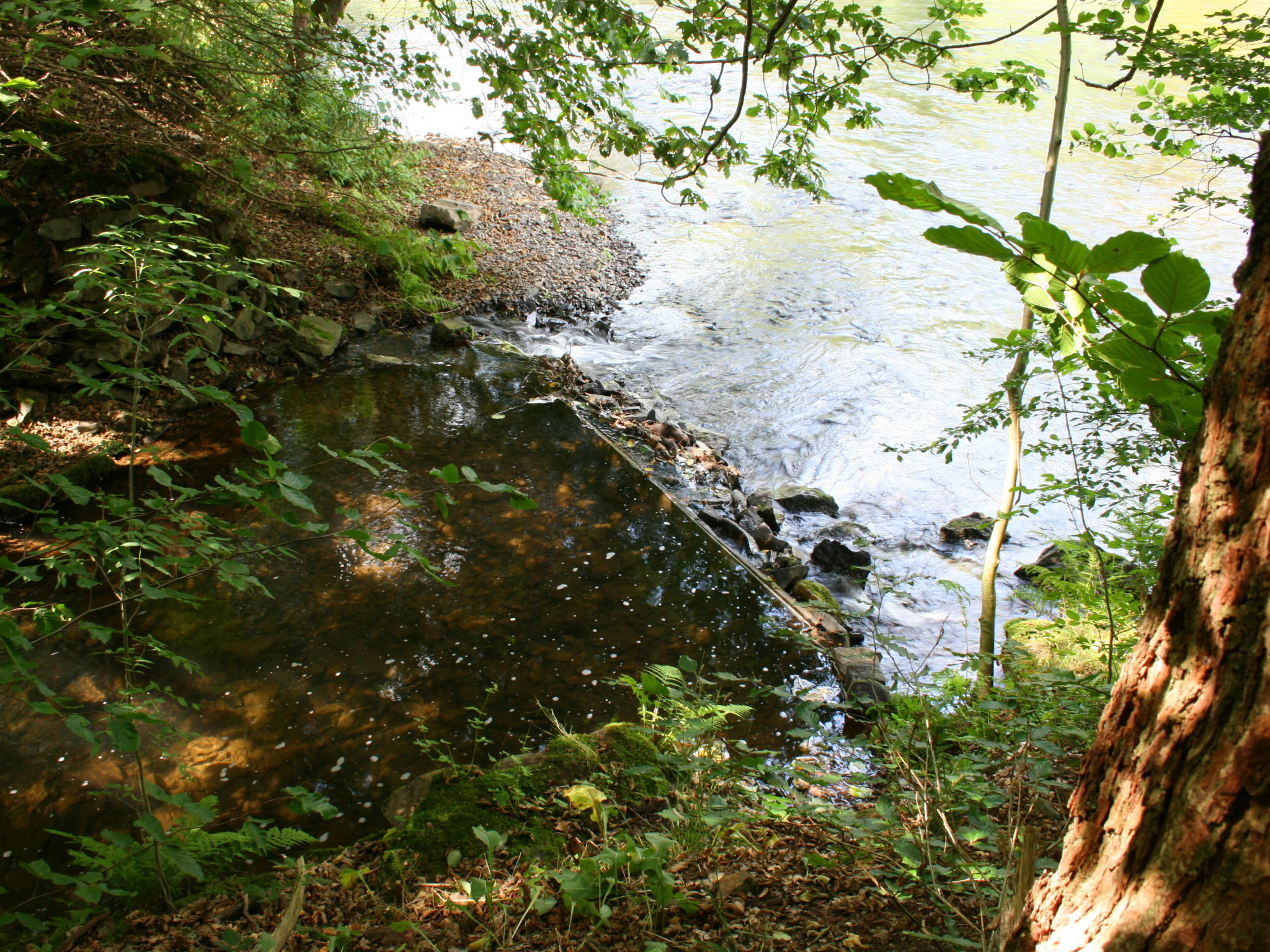

51°15′12.1″N 7°16′15.0″E / 51.253361°N 7.270833°E
黑布靈豪森巴赫河（德語：Herbringhauser Bach），是德國的河流，位於該國西部，處於北萊茵-威斯特法倫州，屬於伍珀河的支流，河道全長7.1公里，流域面積9.3平方公里。